# タルバク・ナザロフ

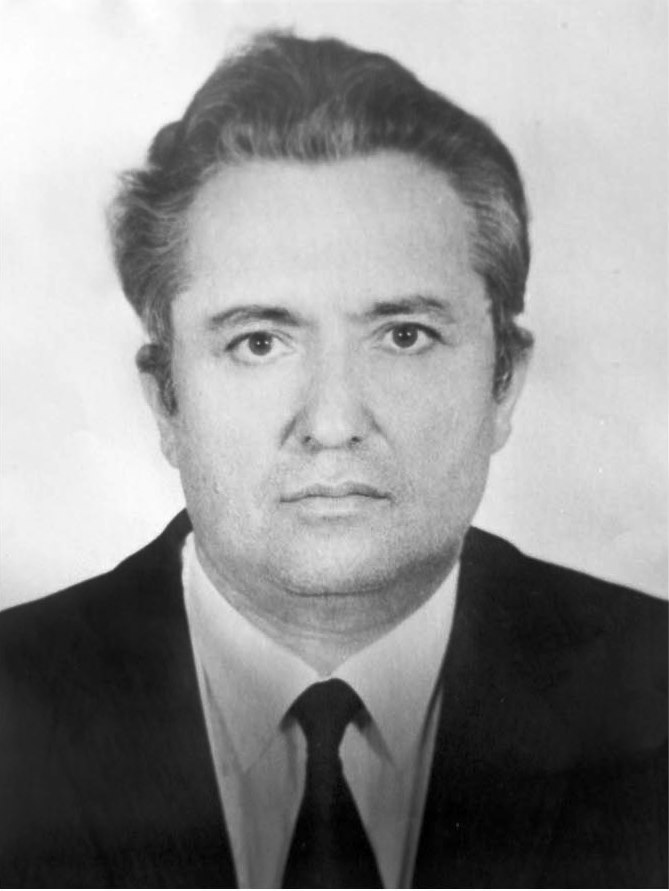
タルバク・ナザロフ

タルバク・ナザロフ （1938年3月15日 - ）は、タジキスタンの政治家、外交官。元外務相。

## 経歴
クリャーブ州（現ハトロン州）カングルツキー地区（現ダンガリン地区）出身。タジク人。3歳の時に母を失い、13歳の時に父も失い、叔父の家で育てられた。
1953年、村の7年制学校を卒業し、ドゥシャンベ財務・金融専門学校（1953年～1956年）、レニングラード財務・経済大学（1960年）、同大学の大学院（1962年～1965年）、同大学の博士課程（1973年～1975年）で学んだ。
1960年～1980年、タジキスタン国立大学経済学部の助手、講師。1962年から同大学の副学部長、副講座長、学部長、夜間学部副学長。
- 1980年 - タジク・ソビエト社会主義共和国最高会議代議員。ソ連最高会議代議員
- 1980年～1982年 - タジキスタン科学アカデミー生産力研究会議議長
- 1982年～1988年 - タジク国立大学学長
- 1986年～1988年 - タジク・ソビエト社会主義共和国最高会議議長
- 1988年～1991年 - タジク・ソビエト社会主義共和国人民教育相
- 1990年～1991年 - タジク・ソビエト社会主義共和国閣僚会議第一副議長兼ゴスプラン議長
- 1991年～1994年 - タジキスタン科学アカデミー副総裁
- 1994年12月 - 大統領府長官
- 1994年12月28日～2006年11月30日 - 外務相
- 1996年～1997年 - タジク人間交渉の政府代表団長

## パーソナル
妻帯、1男1女、1人の孫娘を有する。息子は準博士。孫娘のニギナ・ナザロヴァはミス・ドゥシャンベ-2008の優勝者。
経済科学博士。教授。タジキスタン科学アカデミー会員、幹部会議員。タジキスタン共和国慈善財団総裁（2008年～2009年）。タジク財務大学名誉教授。
名誉記章勲章、「処女地と休耕地の開拓50周年」メダルを受章、アブアル・イブン・シノ国家賞受賞者。2018年秋の叙勲で旭日大綬章を受章。

## 著書
- 「現代タジクの外交」（2006年。アブドゥナビ・サットルゾダと共著）